# Картер, Али

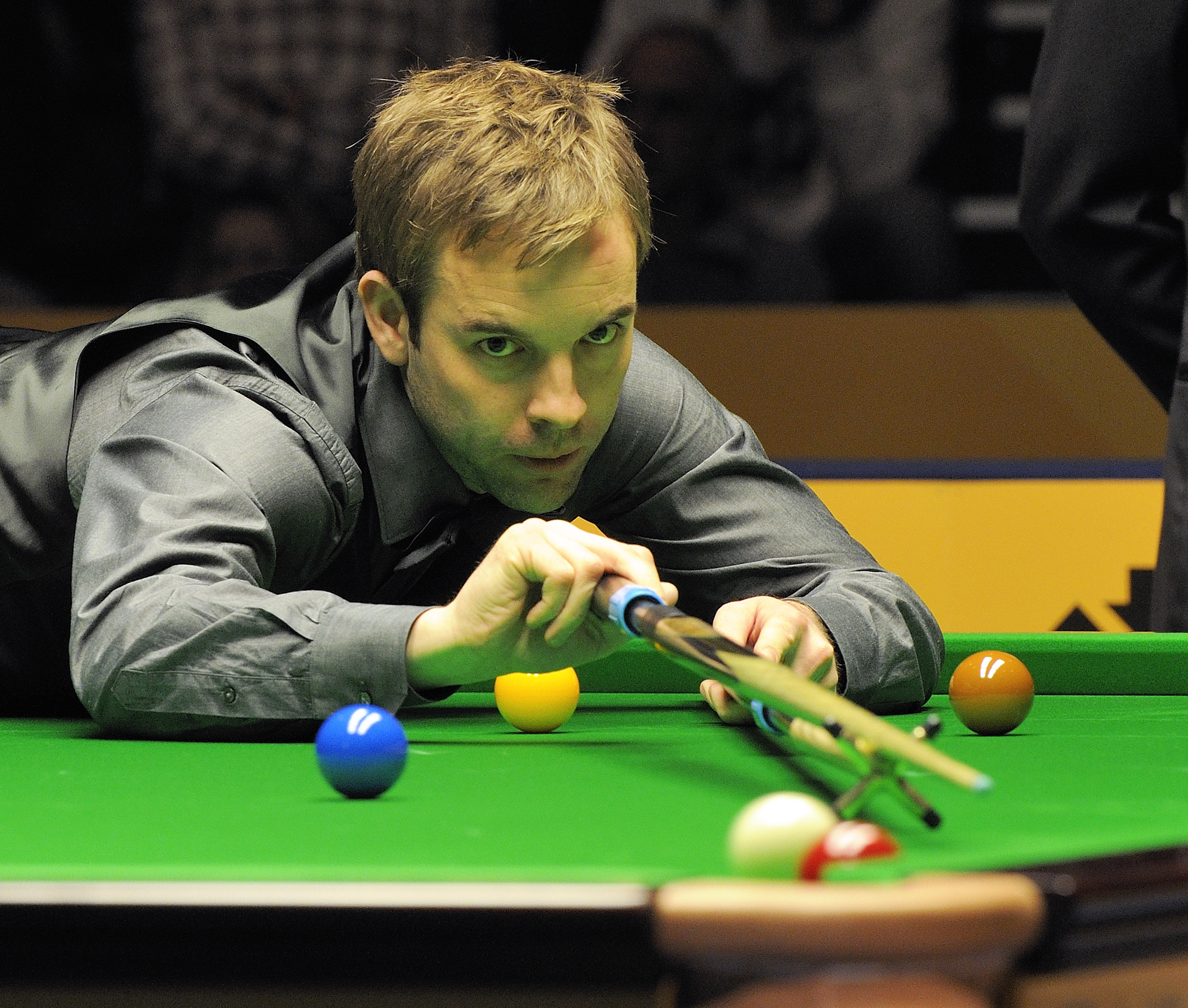

А́листер (А́ли) Ка́ртер (англ. Allister Carter) — английский профессиональный игрок в снукер, финалист чемпионатов мира 2008 и 2012 годов.

## Карьера
Картер присоединился к профессиональным снукеристам в 1996 году. Свою первую победу он одержал в 1999 году на Benson & Hedges Championship, что позволило ему участвовать в турнире Мастерс. В этом же году он вышел в полуфинал Гран-при. В следующий полуфинал рейтингового турнира Картер вышел лишь в 2007 году — на Кубке Мальты.
Благодаря удачным выступлениям в сезоне 2005/06 Картер впервые вошёл в топ-16 по итогам сезона, а в сезоне 2006/07 он закрепил свою позицию в топе.
На чемпионате мира 2008 года Картер совершил настоящий прорыв: он дошёл до финала турнира, обыграв таких игроков, как Шон Мёрфи и Питер Эбдон, и сделав свой первый максимальный брейк. Для англичанина это был не просто первый финал чемпионата мира, а первый финал рейтингового турнира. Несмотря на то, что в финале он в итоге уступил Ронни О’Салливану со счётом 8:18, успешное выступление на турнире позволило ему впервые войти в Топ-8 игроков. Приз за максимальный (он же высший) брейк (GB£ 157 000) пришлось разделить с Ронни О’Салливаном, поскольку он также сделал 147 на этом чемпионате мира.
Свою первую победу на рейтинговом турнире Картер одержал на Welsh Open 2009, обыграв в финале Джо Свэйла со счётом 9:5.
На чемпионате Великобритании 2009 Алистер Картер сделал свой сотый сенчури-брейк и, таким образом, вошёл в элитный «Клуб 100».
Картеру не удалось повторить свой прошлогодний успех на чемпионате Уэльса — в финале он уступил Джону Хиггинсу со счётом 4:9.
Чемпионат мира 2010 закончился для Алистера в полуфинале, где он уступил Нилу Робертсону (будущему чемпиону мира) со счётом 12:17.
Следующий рейтинговый титул Картер завоевал в Китае, выиграв Шанхай Мастерс 2010. В финале он оказался сильнее Джейми Бёрнетта — 10:7. Эта победа позволила Картеру войти в число снукерных миллионеров, заработавших за карьеру более £ 1 000 000.
В начале 2012 года Картер заявил о возможном уходе из профессионального снукера по окончании сезона 2011/12 в связи с прогрессирующим течением болезни Крона (диагностирована ещё в 2003 году).
На чемпионате мира 2012 года Капитан повторил своё достижение четырёхлетней давности, снова выйдя в финал турнира (матч 1/8 финала с Джаддом Трампом был одним из лучших на этом турнире), но история повторилась, и О’Салливан снова обыграл Алистера, и снова с большим перевесом — на этот раз 18:11. На послематчевом интервью Алистер заявил, что пока не планирует завершать карьеру.
В феврале 2013 года Картер выиграл свой третий рейтинговый турнир — German Masters. По ходу турнира Алистер показывал очень хорошую, качественную игру. В финале Картер обыграл Марко Фу со счётом 9:6.
В августе 2015 г Али Картер выиграл Paul Hunter Classic. В финальном матче турнира имени Пола Хантера Картер победил соотечественника Шона Мёрфи со счётом 4:3. В решающем фрейме Картер сделал серию в 95 очков.

## Личная жизнь
1 октября 2009 года у Картера и его подруги Сары родился сын, которого назвали Максом.
Картер имеет лицензию пилота и проходит обучение для получения лицензии пилота коммерческих авиалиний, в связи с чем и получил прозвище «Капитан». После ухода из профессионального спорта, Картер надеется сесть за штурвал Boeing 747.
Алистер Картер является владельцем снукерного клуба Chelmsford Snooker Centre.
1 июля 2013 года у Али Картера был диагностирован тестикулярный рак.
На следующий день трёхкратному победителю рейтинговых турниров сделали операцию, и после этого он проходил курс химиотерапии. Также ему был рекомендован отдых в течение месяца.

## Победы на турнирах

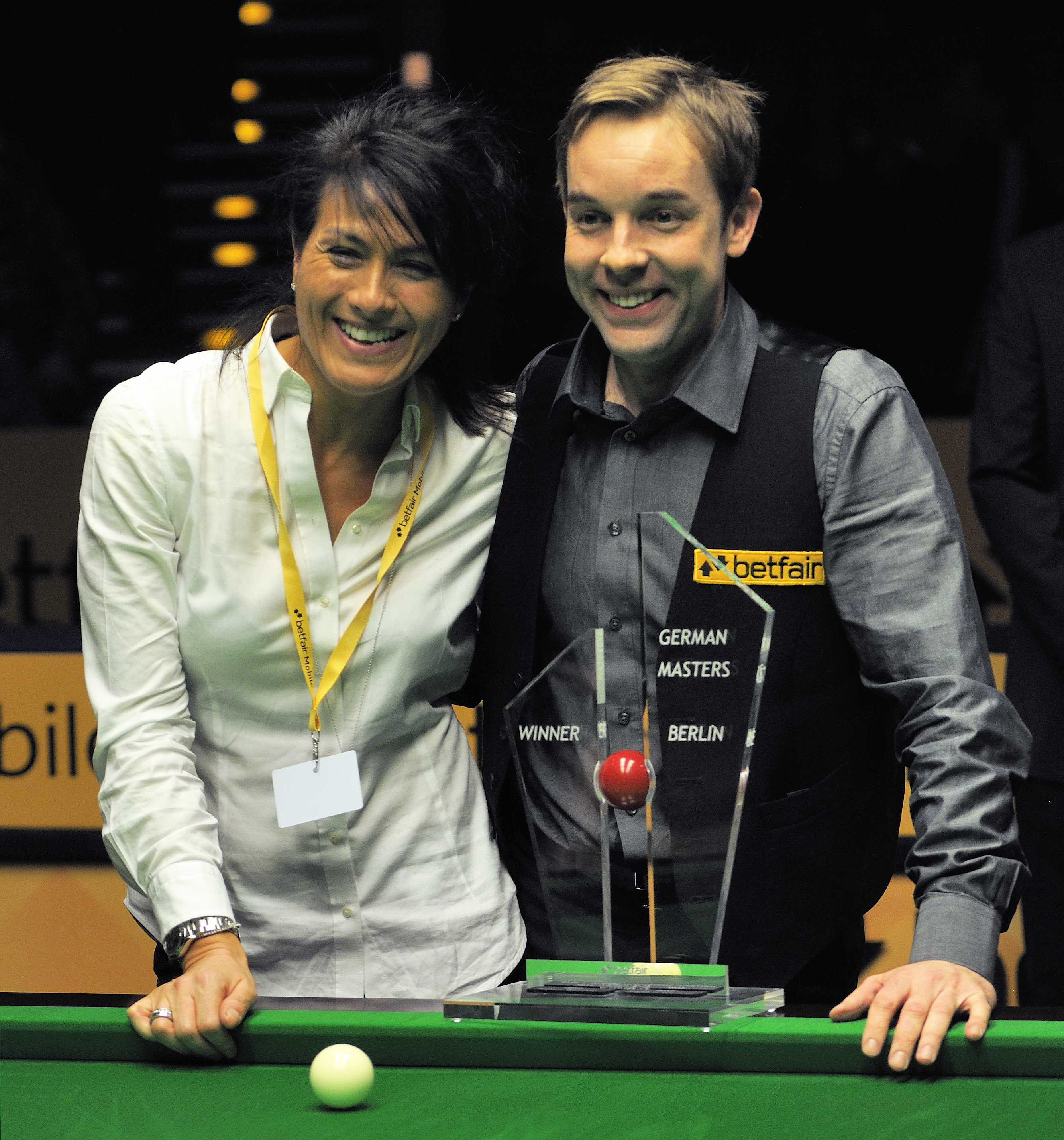
Алистер Картер: German Masters 2013

### Рейтинговые турниры
- Welsh Open — 2009
- Шанхай Мастерс — 2010
- German Masters — 2013, 2023
- World Open — 2016

### Нерейтинговые турниры
- Benson & Hedges Championship — 1999
- Huangshan Cup — 2008